# Sombere kolibrie
De sombere kolibrie (Eupetomena cirrochloris synoniem: Aphantochroa cirrochloris) is een vogel uit de familie Trochilidae en de geslachtengroep Trochilini (briljantkolibries).

## Verspreiding en leefgebied
Deze soort is endemisch in zuidoostelijk en oostelijk Brazilië. De soort komt onder meer voor in de Mata Atlântica, Ubatuba en in het natuurpark park Itatiaia in zuidoostelijk Brazilië. In oostelijk Brazilië komt hij onder meer voor in het Chapada Diamantina. Zijn natuurlijke habitat is subtropische of tropische vochtige laagland bossen en zwaar gedegradeerd voormalig bos.

## Status
De grootte van de populatie is niet gekwantificeerd en trends zijn niet bekend. Om deze redenen heeft de Braziliaanse robijnkolibrie de IUCN-status niet-bedreigd gekregen.